# 安哥拉民族解放阵线
安哥拉民族解放阵线（葡萄牙語：Frente Nacional de Libertação de Angola），简称安解阵（FNLA），是安哥拉的一个政党，其历史可以追溯到建立于1954年的安哥拉北方人民联盟（União das Populações do Norte de Angola）。安解阵曾经是安哥拉独立战争中由奥尔登·罗贝托领导的争取安哥拉脱离葡萄牙独立的右翼激进组织，是1975年1月15日同葡政府达成关于安哥拉独立的《阿沃尔协议》的三个组织之一。
虽然安解阵在1961年至1974年的独立战争期间，是安哥拉的三大民族主义势力之一。在安哥拉非殖民地化的1974-1975年间，以及在1975年至2002年的安哥拉内战中，其重要性却急剧下降。自1991年以来已经成为一个政党，但在1992年、2008年和2012年的议会选举中表现均不好。

## 历史
1950年代起，在葡萄牙殖民地安哥拉，先后成立了三个民族解放组织：安哥拉人民解放运动（简称“安人运”）、安哥拉民族解放阵线和争取安哥拉彻底独立全国联盟（简称“安盟”），并于60年代相继开展争取民族独立的武装斗争。但三个组织并不互相协调，它们各自为政，并且互相争斗。

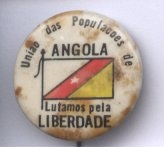
安哥拉人民联盟的徽章

安解阵是以安哥拉北部巴刚果人为基础建立起来的，但其队伍中也有相当部分的奥温本杜人和姆本杜人。1954年成立之初名为“安哥拉北方人民联盟”（União das Populações do Norte de Angola，UPNA），1958年更名“安哥拉人民联盟”（União das Populações de Angola，UPA）。该组织最初以捍卫刚果人的利益，恢复刚果王国为目标，但后来迅速发展成为了一支民族主义力量。后来的安盟主席若纳斯·萨文比于1961年参加安哥拉人民联盟并任秘书长，他就是一个奥温本杜人。1961年，安哥拉人民联盟与安哥拉民主党（Partido Democrático de Angola，PDA）合并成为安哥拉民族解放阵线，奥尔登·罗贝托成为其灵魂人物。
罗贝托是刚果王室后裔，出生在安哥拉，在比属刚果长大，曾经在比利时财政部工作，一直与蒙博托·塞塞·塞科有着良好的关系，其在比属刚果的首都金沙萨组建了安哥拉流亡革命政府。从1950年代末开始，美国中央情报局为罗贝托提供了大量的资助。罗贝托几乎把控着整个组织的所有事物，在党内排除异己，是一个典型的威权人物。担任流亡政府外交部长的萨文比于1964年7月宣布退出安解阵和流亡政府，并于1966年3月创建安盟。与安人运主要在城市开展工作不同，安解阵在安哥拉北部的威热省到本戈省一带的种植园，开展了一系列武装斗争，取得了很好的效果。包括安哥拉民族解放军在内的流亡政府的各个武装派别的指挥官来自安哥拉不同地区，斗争形式十分复杂。虽然安解阵得到了蒙博托的支持，并在一段时间里还得到了世界上多个国家的援助，但其开展的反殖民斗争却有着严重的局限性，只能以游击的方式维持着对安哥拉东北部的控制。

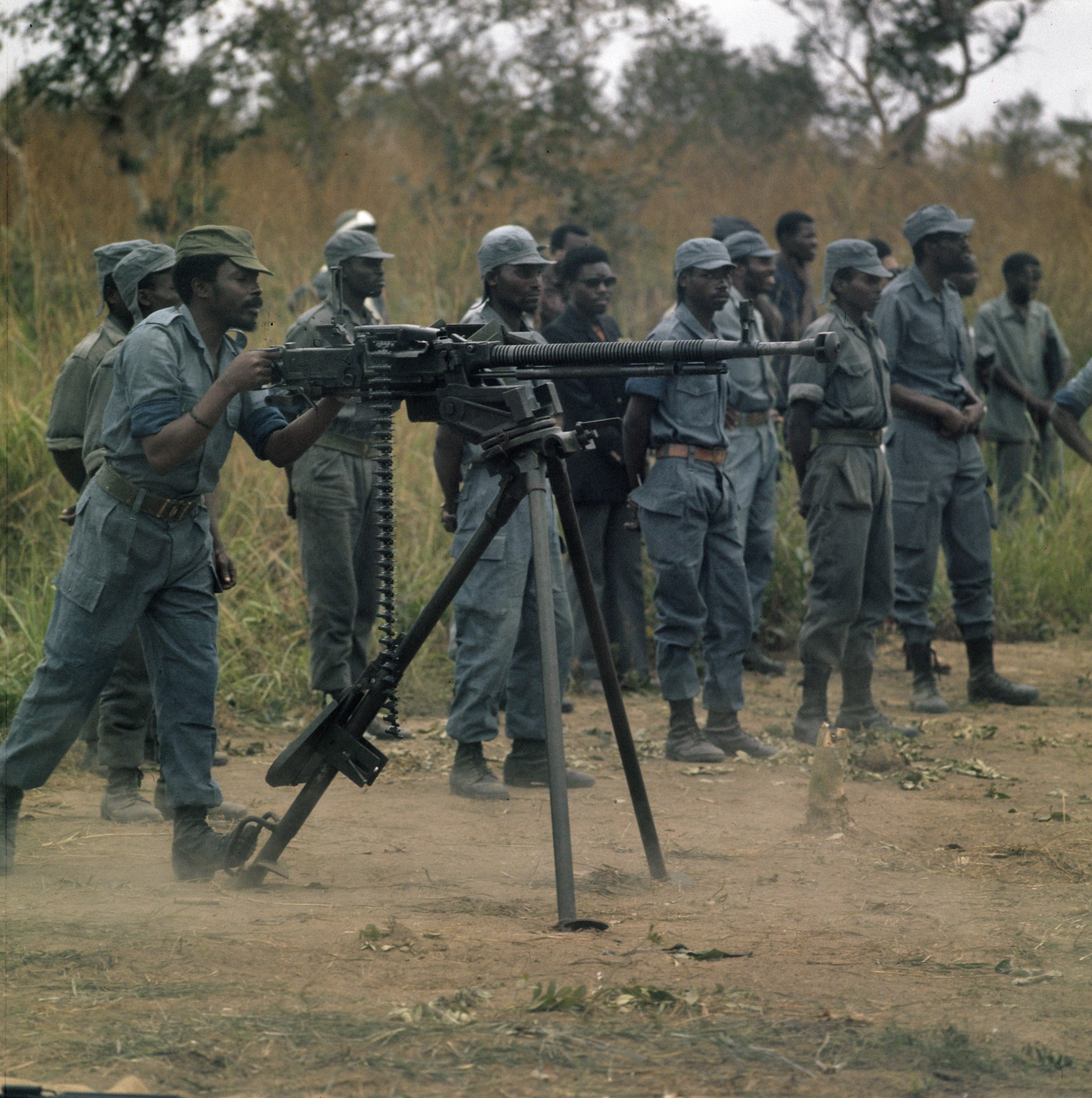
1973年扎伊尔一营地内训练的安解阵士兵

独立战争期间，安解阵曾获得了 阿尔及利亚、 法國、 、 以色列、 中华人民共和国、 羅馬尼亞、 南非、 突尼西亞、 美国、 西德、 政府的支持和援助。法国曾为其提供了指导人员和100万法郎无息贷款。美国政府从约翰·肯尼迪在任的1961年开始援助安解阵，并将对扎伊尔援助的三分之一改为援助安解阵和安盟。以色列政府体制曾于1963年至1969年间给与安解阵援助，并曾为安解阵提供人员培训。奥尔登·罗贝托曾于1960年代访问以色列。1970年代，以色列曾通过扎伊尔为安解阵提供过武器。中华人民共和国政府出于对三个组织的一视同仁:702，从1964年开始向安解阵提供武器，还为安解阵提供军事装备和至少112名军事顾问。罗马尼亚政府曾于1974年交付安解阵一些武器。
1974年4月25日，葡萄牙爆发康乃馨革命，拒绝放弃其殖民地的萨拉查政权被军事政变推翻，葡政府宣布放弃海外殖民地。1975年1月15日，安人运、安解阵和安盟三个组织同葡政府达成关于安哥拉独立的《阿沃尔协议》，并于1月31日同葡当局共同组成过渡政府。不久，三个组织之间发生武装冲突，过渡政府解体，安哥拉内战爆发。安解阵拥有训练有素的士兵和装备精良的部队，在内战之初具有明显的优势，曾一度抵近安人运控制的首都罗安达，但很快被拥有古巴军队支持的安人运部队在1975年11月10日的吉方刚多战役击败，安解阵损失惨重，不得不放弃进攻首都，而派部分力量进入安哥拉中南部，与安盟结盟。经过此战，古巴和安人运极大程度上削弱了安解阵在安哥拉内战中的重要性。1975年11月11日，安人运宣布成立安哥拉人民共和国，阿戈什蒂纽·内图任总统。安解阵和安盟则在万博另外建立安哥拉民主人民共和国政府，得到了当时南非的种族隔离政权和美国的支持。但由于在苏联的支持下，古巴军队和安人运拥有明显的军事优势，安解阵和安盟的联盟很快就破裂了。
其后的安哥拉内战中，与苏联、古巴支持的安人运一党制政府作战的是美国、南非和中国等国支持的安盟反政府武装，而安解阵几乎没有参与之后的内战，最终甚至直接销声匿迹了。罗贝托在巴黎定居多年，而且安解阵的一些领导人，如约翰尼·爱德华多、皮诺克·爱德华多和恩里克·瓦尔·内托等，都转投了安人运政府一方。
1980年代末，安人运政府宣布要在安哥拉建立多党民主制度，并要在1992年举行安哥拉首次多党选举。为参与选举，安解阵改组为政党。但安解阵在选举中却没有得到很好的成绩，议会选举中得票率仅2.40%，在议会220席位中仅占5席，在总统选举中，罗贝托的得票率也仅仅有11.2%，这些结果表明安解阵在巴刚果人中的信誉也有了显著损失。安解阵内部后来产生了两翼分化，另一个派系的首领是阿戈什蒂纽·内图大学的社会学家卢卡斯·冈达教授。随着2008年安哥拉第二次议会选举的临近，党内两翼曾洽谈合作，但由于2007年奥尔登·罗贝托去世未能进行。在2008年安哥拉议会选举中，安解阵的得票率更低，仅有1.11%，在议会220席位中仅占3席。在2012年的选举中，得票率仅为1.13%，并失去了1个议会席位，只剩下2席。

## 更多资料
- Chris Dempster, Fire Power (first hand account of foreign mercenaries fighting on the side of the FNLA)  （页面存档备份，存于）
- Peter McAleese, No Mean Soldier